# Спортно ориентиране
 Тази статия е за ориентирането като спортна дисциплина.  За други значения вижте Ориентиране.
Спортното ориентиране е спорт, в който от състезателя се изисква да се ориентира в непозната местност сред природата (навигация), като се придвижва с помощта на карта и компас. Целта е да се открият и посетят в определен ред контролните точки, отбелязани по предварително очертан маршрут на картата, като се избира възможно бързият път, наричан вариант.
При спортното ориентиране класирането се определя по времето, за което състезателите са преминали своя маршрут от старта до финала, преминавайки през всички контролни точки.

## Основни факти
Състезанието проверява уменията за навигация, концентрация и бягане на състезателите. Нужно е високо равнище на физическа дееспособност и добра скорост на бягане, за да победиш в международно или елитно състезание. За да е справедливо за всички състезатели, картата (с отбелязаните на нея контролни точки) обикновено не се дава на старта, а малко след него и състезателите тръгват през не по-малко от 1 минута.
Целта на всеки е да избере най-бързия маршрут между контролите. Изборът на най-добър вариант е много важен – най-бързият е невинаги и най-краткият.

## Етимология
Коренът на „ориентиране“ е „ориент“ – „изток“ от ориенс (на латински: oriens – буквално „изгряващ“), тъй като изгревът на Слънцето е един от най-древните методи за определяне на посоките на Земята.

## История
Историята на ориентирането започва в края на 19 век в Швеция. За пръв път терминът „ориентиране“ е споменат през 1886 г. и е означавал преминаване през непозната земя с помощта на карта и компас. В Швеция ориентирането от военна тренировка се превърнало в спорт за военни офицери, а впоследствие и за цивилни. Първото състезание по ориентиране, отворено за публиката, се провело през 1897 г. в Норвегия.
В началото местата за провеждане на състезания са избирани заради тяхната красота, природа или постройки, намиращи се на даденото място. За първото публично състезание в Швеция е имало контролни точки, намиращи се на две исторически църкви. Най-голямото състезание в света е провеждащото се в Швеция Oringen. В него участват средно 12-15 000 ориентировачи. Най-престижните клубни надпревари са Jukola и Tiomila.

## Екипировка
Екипировката за ориентиране обикновено включва компас, спортен екип и подходящи обувки (най-често бутонки), както и, в някои страни, свирка за безопасност.
Отговорните състезатели носят и по-специална екипировка, като например:
- гети за краката – за защита на краката най-вече от тръни;
- държач за описание – закрепена за ръката и служеща да носи описанието на контролите;
- предпазители за очите.

Международните правила по ориентиране забраняват използването на GPS и други електронни навигационни устройства, но на големите състезания се използват GPS-и без дисплеи за онлайн следене на състезателите.

## Видове състезания
Състезанията по ориентиране варират по дължина и правила. Затова има няколко обособени вида състезания:

### Дълга дистанция
Дългата дистанция е сред най-популярните разновидности на състезанието. Обикновено времето на победителя (в елитната група) е около 75-90 минути. При тази дистанция често маршрутите са направени така, че да има голям избор от варианти за контролните точки, който е до голяма степен решаващ за състезанието. Картата е с мащаб 1:10 000 или 1:15 000.

### Средна дистанция
Средната дистанция е една идея по-къса от дългата. Победителското време е около 30 минути и тук се набляга повече на по-доброто следене на картата и обектите, отколкото на избора на маршрут. Картата най-често е с мащаб 1:7 500.

### Спринтова дистанция
Тази разновидност се отличава с много кратка дължина на маршрута и време на победителя около 12-15 минути. Картите са най-често с мащаб 1:4 000 или 1:5 000.

### Щафети
При щафетите състезанието е отборно. Всеки състезател изминава своя маршрут, след което предава щафетата на следващия „пост“. Класирането се прави като се взима сборът от времената на всички състезатели. Най-популярните щафети са с по 3 поста и дължина на маршрутите около „средна дистанция“, но съществуват още смесена щафета, в която учатстват две жени и двама мъже и спринтова шафета.

## Видове спортно ориентиране
Съществуват няколко вида спортно ориентиране:

### Класическо ориентиране
Класическото ориентиране (познато още като „лятно ориентиране“) се състои през деня и единственият начин да се завърши успешно маршрутът е чрез бягане/ходене. Също така на състезателите е позволено да преминават през всяка една част от картата, стига да не е опасна за живота им.

### Нощно ориентиране
Нощното ориентиране се провежда късно вечерта (около час след залез). То представлява лятно ориентиране в природата или града, но за придвижването между контролните точки е позволено да се използват осветителни тела от рода на фенери, челници и т.н. Обичайна практика при провеждането на такива състезания е да се слагат светлоотразителни стикери върху стойката на точката.

### Колоориентиране
Колоориентирането се провежда обикновено на равнинни терени (паркове, равнинни гори и т.н.), но понякога и на планински терен. Предпочитат се равнинните терени с цел денивелацията да е по-малка за сметка на ориентирането и правилните варианти. При колоориентирането могат да се използват превозни средства, които нямат двигател или моторно задвижване и които се задвижват само и единствено чрез верига, която се движи посредством кръговидно движение на краката (въртене на педали). В това число влизат колелетата (от нормално колело за разходка до професионално планинско колело). За такъв вид състезания не се препоръчват шосейни колелета (бегачи), защото те не са направени за такъв вид терени и има голяма вероятност да бъдат трайно повредени. На състезателите е позволено да имат със себе си раница/чанта и т.н., в която да носят вода, помпа и инструменти, които да им помогнат в случай на падане или повреждане на колелото. Също така е разрешено да се изготвя предварително поставка за карта (планшет), която се закрепя подвижно на колелото, така че картата да може да се завърта спрямо посоката, за да е удобна за четене от състезателите. Особеност е, че при всички състезания е задължително теренът да има развита пътна мрежа (да има от трудно проходими до големи пътища). Понякога на състезателите се позволява придвижването да се извършва не само по пътищата, но и през гората, но това носи своя риск – спукана гума може да те извади от състезанието или да те забави.

### Ски ориентиране
Ски ориентирането се провежда обикновено или в края на годината, или в началото, в зависимост от наличието на снежна покривка. При този вид ориентиране се използва екипировка – ски, щеки, поставка за карта (задължително), която е закрепена за тялото на състезателя, също се препоръчват и предпазители за очи или слънчеви очила. Подобно на колоориентирането, и при ски ориентирането трябва да има наличие на пътища с различна проходимост. Характерно за ски ориентирането е това, че преди старта на състезанието през пътищата минават контролни съдии, които утъпкват снега и създават път, който е по-лесен за преминаване. Състезателите могат да преминават през точките по тези пътища или през гората, но това, също като при колоориентирането, е опасно, защото ските могат да бъдат повредени или състезателят да загуби посоката си на движение. За разлика от всички други видове спортно ориентиране, при ски ориентирането пътищата и основните знаци се отбелязват със зелен цвят. Непрекъснатата линия означава голям и лесен за преминаване път, а пунктираната (в зависимост колко ситно е прекъсната) – трудно проходим път.
Състезанията по ски ориентиране са в спринтова дисциплина, средна дистанция, щафети и смесени щафети.